# 道三まつり

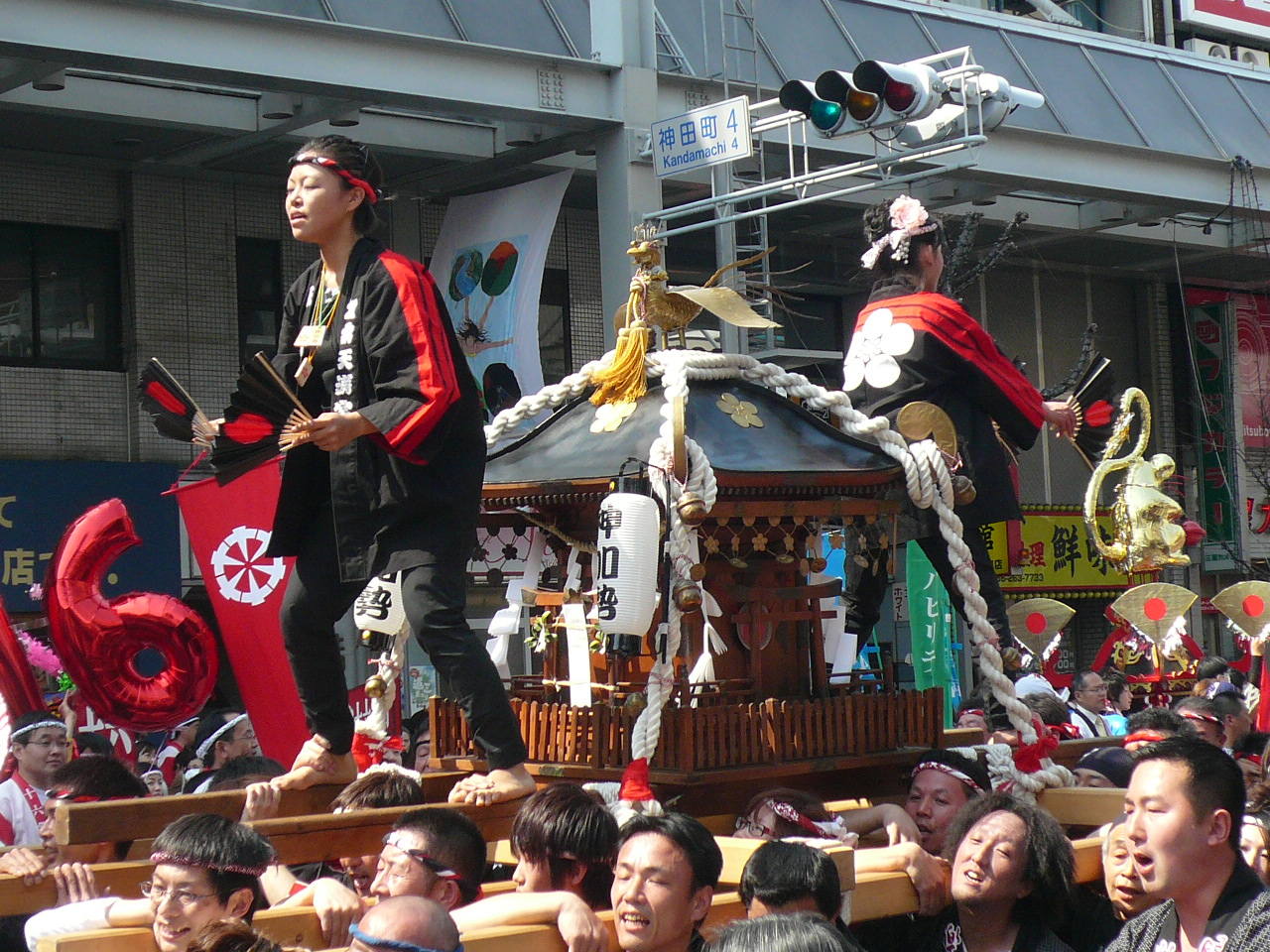
神輿

道三まつり（どうさんまつり）は、岐阜県岐阜市で毎年4月に催される祭り。NHKの大河ドラマ『国盗り物語』を機に、商工関係者が創った商業イベントが始まりである。伊奈波神社・金神社・橿森神社を始めとする市内多くの神社の例祭「岐阜まつり」に協賛して行われるため、岐阜市内は祭りムード一色になる。
1972年（昭和47年）に始まり、1980年（昭和55年）頃から岐阜青年会議所や地元新聞社らが地元企業の参加を促進し、みこし広場を開設してみこしパレードを行った。折からの岐阜まつりと重なり、年々華やかになり、現在はメイン行事となっている。現在の主催は岐阜市、岐阜商工会議所、岐阜柳ヶ瀬商店街振興組合連合会などから構成される、道三まつり実行委員会である。

## 概要
本造りの神輿や時の話題を演出したユニークなみこし約30基、2,000人以上が参加するみこしパレード・音楽隊パレードが長良橋通りの金公園－岐阜市役所間で行われるほか、若宮町4、5丁目が歩行者天国になり、毎年趣向を凝らした様々なイベントが催されている。また斎藤道三ゆかりの寺院である常在寺にて追悼式が営まれ、祭り中は無料開放される。メイン行事の「岐阜まつり協賛みこしパレード」では地元企業、近燐の町会子供みこしの他、近年は市民有志による神輿愛好会が数団体結成され本神輿が多くなり、岐阜市消防団の梯子乗り、神社が祭行する御神幸や岐阜芸妓組合の手古舞なども繰出し、伝統色の濃いまつりに変わりつつある。近隣を含む人出は主催者発表で20万人（2日間）。

## 開催日
- 毎年4月の第1土曜と翌日日曜。

## 会場
- 岐阜市中心市街地一帯（若宮町・金公園・柳ヶ瀬・神田町・玉宮町）